# Brumă

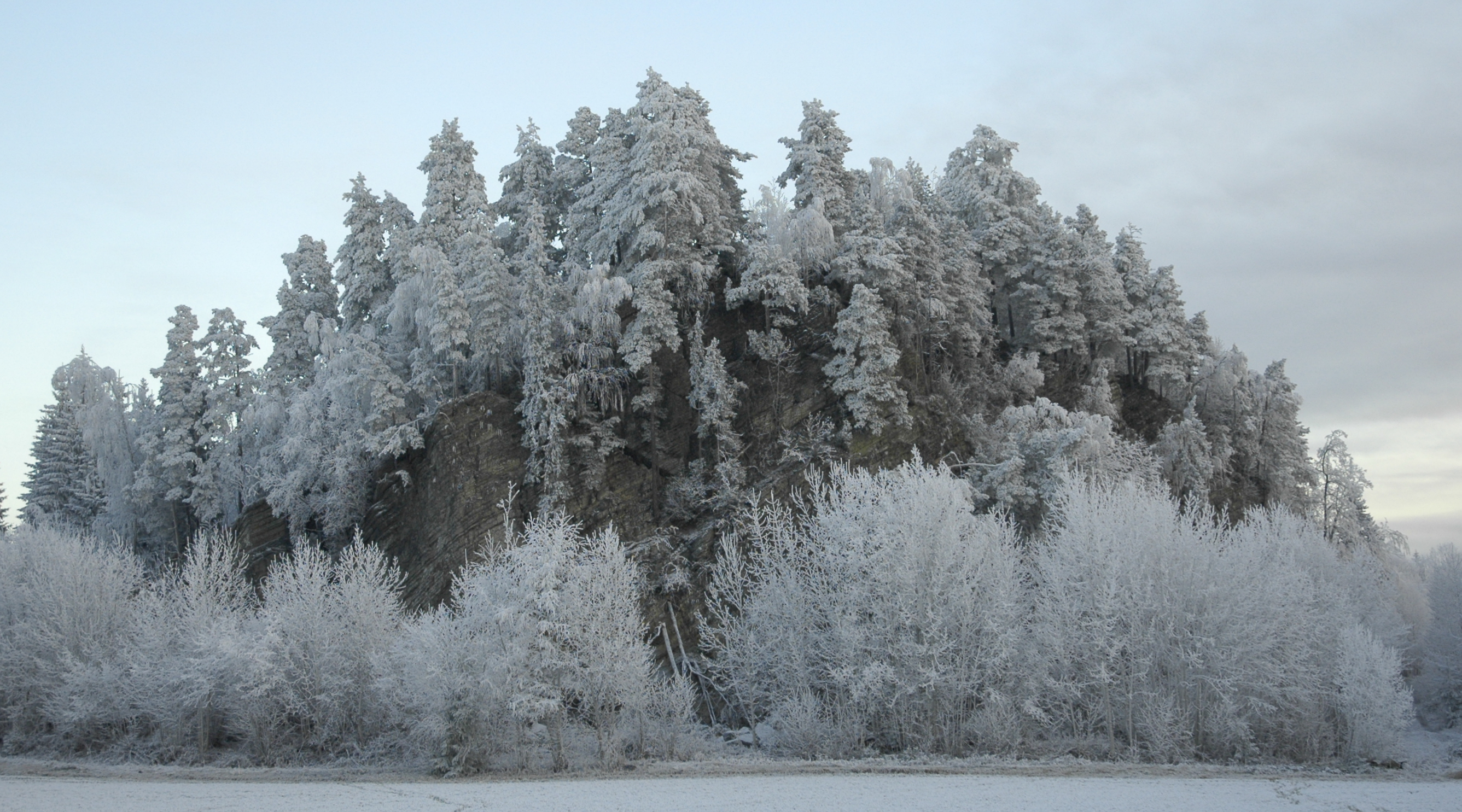
Brumă

Bruma  este formată prin procesul de condensare și ulterior de înghețare a vaporilor de apă care iau naștere la suprafața solului. Ea se formează de fapt în loc de rouă în sezonul rece, când temperatura a atins punctul de îngheț, iar cristalele mici de gheață nu sunt bune conducătoare de căldură.
Conform noilor cercetări, bruma care se poate forma prin încălzirea timpului între momentele depunerii straturilor de zăpadă, va face ca acestea să alunece unul peste altul, mărind pericolul formării avalanșelor.

## Condiții de formare

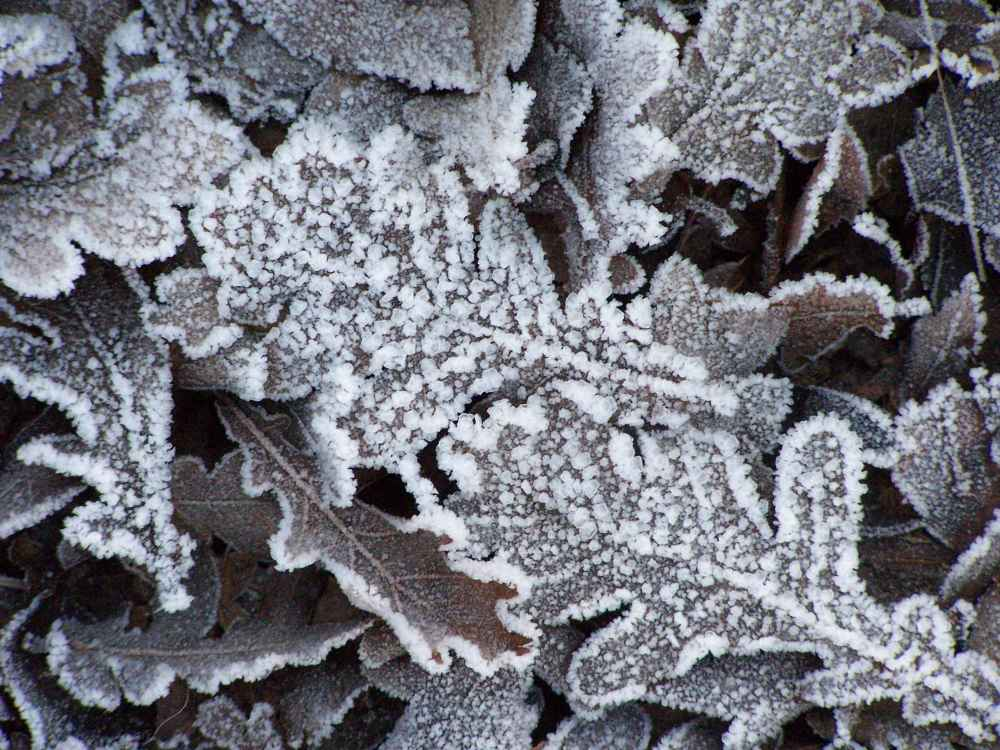
Frunze cu brumă

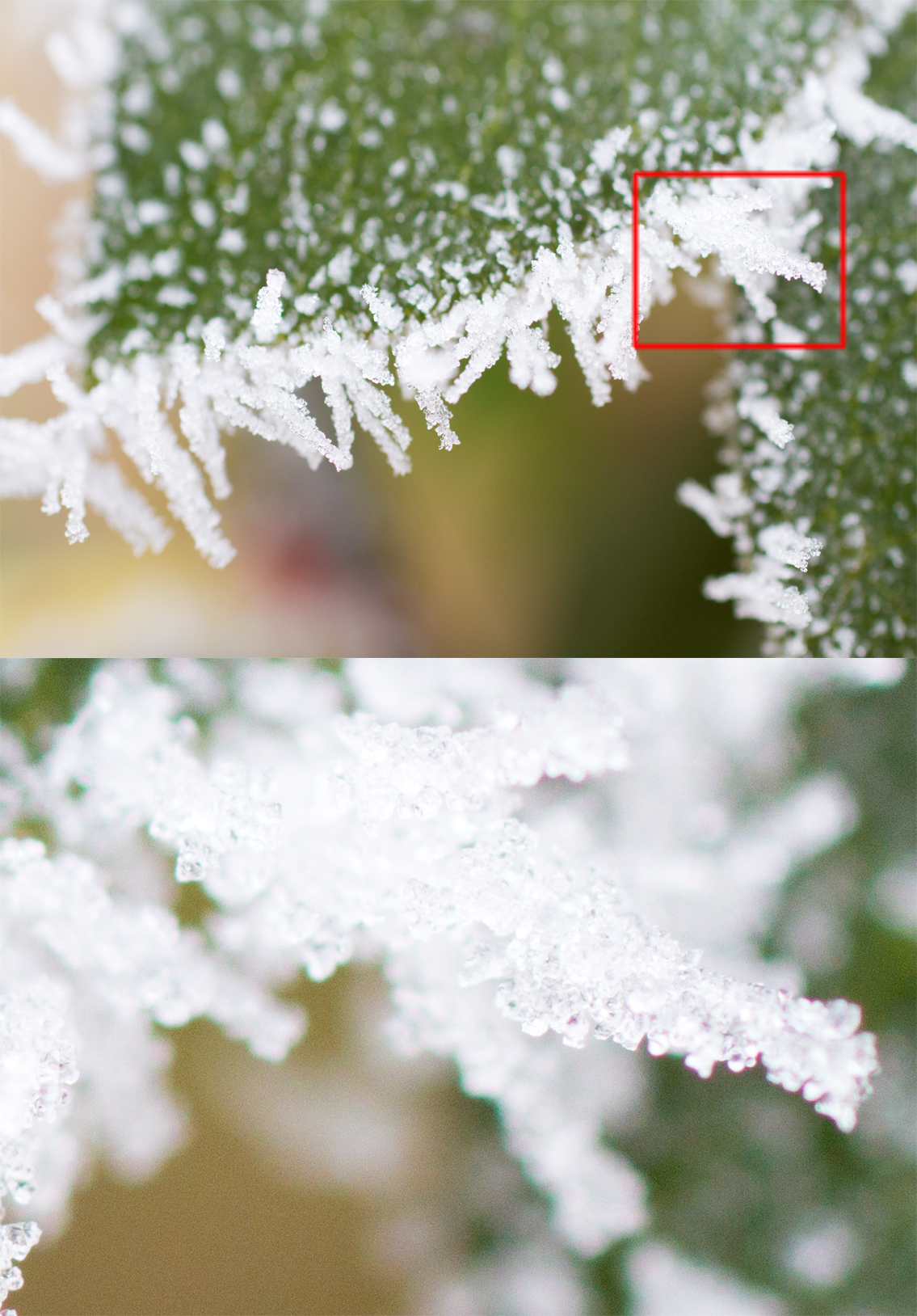
Brumă, vedere de aproape

Pe teritoriul românesc, bruma este generată de numeroase situații sinoptice tipice care se caracterizează prin invazii de aer rece polar, subpolar sau arctic, care se produce atât iarna, cât și toamna târzie sau primăvara. Timpul senin influențează foarte mult apariția brumei, deoarece intensifică procesul de radiație nocturnă, determinând astfel scăderea temperaturii aerului și solului sub 0 °C.
Cele mai frecvente cazuri de brumă se semnalează în condițiile în care temperatura aerului la înălțimea de 2 metri este de -2 sau -3 °C, deși pot exista și cazuri în care bruma apare la o temperatură de 2-3 °C.
În condițiile unei umidități relative a aerului mai mare de 80%, bruma se produce la temperaturi negative ale suprafeței solului, apropiate de 0 °C. De asemenea, se poate forma și în condițiile unei umidității relativ scăzute, dar temperatura trebuie să fie cu mult sub 0 °C. De exemplu, la o umiditate a aerului de 50%, temperatura suprafeței solului trebuie să fie de -10 până la 0 °C pentru ca bruma să se formeze.
Ca și condiții geografice, bruma se formează, de obicei, pe fundul depresiunilor, al culoarelor și al văilor montane, unde aerul rece se acumulează și persistă mai mult timp, favorizând dezvoltarea inversiunilor termice.